# 第5裝甲師 (德國國防軍)
第5裝甲師（德語：5. Panzer-Division）是納粹德國「國防軍」的一個裝甲師，曾參與過第二次世界大戰的諸多重要戰役，包括波蘭戰役、法國戰役、巴爾幹戰役、「巴巴羅薩行動」等。

## 历任师长
以下為第5裝甲師歷任師長：
- 海因里希·冯·维廷霍夫中将（1939年9月2日-1939年10月8日）
- 马克斯·冯·哈特利布-沃尔斯彭中将（1939年10月8日–1940年5月29日）
- 约阿希姆·莱梅尔森装甲兵上将（1940年5月29日–1940年11月25日）
- 古斯塔夫·费恩装甲兵上将（1940年11月25日－1942年8月10日）
- 爱德华·梅斯中将（1942年8月10日–1943年2月1日）
- 约翰内斯·内德维希少将（1943年2月1日-1943年6月20日）
- 恩斯特·费利克斯·费肯施泰特中将（1943年6月20日–1943年9月7日）
- 卡尔·德克尔装甲兵上将（1943年9月7日-1944年10月16日）
- 鲁道夫·利珀特少将（1944年10月16日–1945年2月5日）
- 冈瑟·霍夫曼-舍恩博恩少将（1945年2月5日-1945年4月）
- 汉斯·格奥尔格·赫尔佐格预备役上校（1945年4月）